# Filippo Corridoni

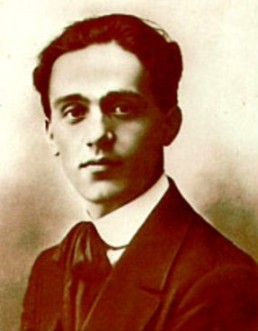
Filippo Corridoni

Filippo Corridoni (* 19. August 1887 in Pausula, heute Corridonia; † 23. Oktober 1915 an der Karstfront) war ein italienischer Intellektueller und Syndikalist, der als Interventionist gemeinsam mit Mussolini den Eintritt Italiens in den Ersten Weltkrieg betrieb.

## Leben
Corridoni stammte aus einfachen Verhältnissen. Er konnte jedoch aufgrund der Unterstützung seines Großonkels, der Franziskanerpater war, eine gute Schulbildung mit Abitur in Fermo erhalten. Durch die Lektüre der Schriften von Carlo Pisacane, Giuseppe Mazzini und Karl Marx wurden sozialistische Neigungen geweckt. 1905 kam er nach Mailand, wo er als technischer Zeichner in einem metallverarbeitenden Betrieb tätig war. Nebenbei engagierte er sich als Sekretär der Jugendorganisation der Sozialistischen Partei (Partito Socialista Italiano) und lernte dort auch die junge Anarchistin Maria Rygier kennen, durch die er zum Mitarbeiter des Anarcho-Blattes Rempete le Righe wurde, was ihm wegen Aufrufes zur Kriegsdienstverweigerung eine Haftstrafe von fünf Jahren einbrachte. Corridoni kam nach wenigen Monaten frei und ging zunächst nach Nizza. 1908 organisierte er unter dem Namen Leo Celvisio den Streik der Taglöhner in Parma. Er blieb nun hier und wurde Redakteur der L’Internationale, des Organs der „Sindicalista rivolizionaria“ und engagierte sich, wie seine engsten Weggefährten, die Brüder Amilcare und Alceste de Ambris, in den Fasci d’Azione Internazionalista. Als seine wahre Identität bekannt wurde, musste er nach Lugano flüchten. Aufgrund einer Amnestie konnte er nach mehreren Monaten zurückkehren und arbeitete als Syndikalist in San Felice sul Panaro. Nach einer weiteren Verhaftung (er wurde ungefähr 30 mal aus politischen Gründen verhaftet)  gründete er die Zeitung Bandiera Rossa, die allerdings wenig erfolgreich war. In den Jahren 1911 und 1912 war er als Syndikalist in Mailand tätig. Im Libyenkonflikt sprach er sich gegen den Krieg aus. Beim Gründungskongress der Unione Sindacale Italiana (USI) war er dabei und wurde Vorsitzender der Unione Sindacale Milanese (USM), einer Unterorganisation der USI. Es gelang ihm durch erfolgreiche Streiks zahlreiche weitere Arbeiterfraktionen an seine Organisation zu binden. Wegen seiner Schrift Riflessione sul sabotaggio (Gedanken zur Sabotage)  musste er erneut ins Gefängnis. Anschließend kam er zur Überzeugung, dass man den reaktionären Kräften im eigenen Land nur durch Internationalisierung beikommen könne. Er engagierte sich daher für den „Interventionismus von links“ und gründete mit einer Anzahl Gleichgesinnter, darunter auch Mussolini, die Fasci d’Azione Rivoluzionaria.

## Nachwirken
Giuseppe Di Vittorio, Chronist der Gewerkschaft C.G.I.L., hat bereits mehrmals die Bedeutung Corridonis für die Entwicklung des Syndikalismus in Italien hervorgehoben.
Als engagierter Kämpfer für die Rechte der Arbeiter wurde er nach seinem Kriegstod sowohl von der Rechten als auch von der Linken vereinnahmt. Während die Linke darauf verweist, dass die Legione Proletaria Filippo Corridoni im August 1922 maßgeblich am Sieg über die faschistischen Squadre Italo Balbos in Parma beteiligt waren, stilisierte Mussolini seine Zusammenarbeit in der interventionistischen Bewegung zum faschistischen Bekenntnis Corridonis hoch.
1931 wurde sein Geburtsort nach ihm benannt.